# Русалка. Озеро мёртвых
«Руса́лка. О́зеро мёртвых» — российский фэнтезийный фильм ужасов режиссёра Святослава Подгаевского. В главных ролях: Виктория Агалакова, Ефим Петрунин.
Фильм вышел в прокат 12 июля 2018 года.

## Сюжет
Молодая пара Марина и Рома собираются пожениться. Друзья Ромы организуют его мальчишник в доме у озера, где в прошлом при загадочных обстоятельствах утонула его мать. В этот вечер Рома может думать только о своей будущей жене из-за предыдущей ссоры с Мариной, поэтому он пытается отстраниться от друзей и вечеринки. Он бежит к озеру и, как начинающий профессионал плавания, пользуется возможностью потренироваться в озере. Выходя из воды, он замечает молодую женщину. Он чувствует странное влечение к ней, и ей удается завлечь его и поцеловать. Поскольку невзрачная женщина - русалка, это вызывает проклятие. После этого случая Рома преобразился. Русалка оказывает влияние на молодого человека через контакт с водой или близость к ней. Но его невеста, его прямой противник, также подвергается мучениям. Когда инциденты учащаются, они обращаются за советом к сестре Ромы. Затем они отправляются к её отцу, с которым она не общалась уже около 20 лет. Он рассказывает о своих переживаниях и смерти матери. Поскольку он не хочет помогать группе, они отправляются к озеру без него, чтобы вернуть русалке её гребень, который она потеряла во время первой встречи с Ромой, чтобы успокоить её. К сожалению, это не снимает проклятия. Только позже Марина узнает, что сила русалки заключена в её волосах. Тогда Рома отправляется к озеру один, чтобы притвориться перед русалкой, что он наконец-то в неё влюбился. Ему удается отрезать её волосы и снять проклятие.

## В ролях
- Виктория Агалакова — Марина
- Ефим Петрунин — Рома
- Софья Шидловская — русалка
- Никита Еленев — Илья
- Сесиль Плеже — Полина
- Игорь Хрипунов — отец
- Евгений Коряковский — тренер
- Надежда Игошина — мама
- Дарья Ярцева — невеста
- Дмитрий Ярцев — отец невесты

## Съемочная группа
- Авторы сценария — Наталья Дубовая, Святослав Подгаевский и Иван Капитонов
- Режиссёр-постановщик — Святослав Подгаевский
- Оператор-постановщик — Антон Зенкович
- Композиторы — Максим Кошеваров, Александр Маев

## Международные продажи картины
Фильм был продан в 154 страны, включая Великобританию и США, где «Русалка. Озеро мертвых» вышла на цифровых носителях и сразу попала в Redbox — престижную сеть по автоматизированной продаже DVD и Blu-Ray по всей стране.

## Кассовые сборы
В российском прокате фильм «Русалка. Озеро мертвых» собрал 103 млн рублей, при этом производственный бюджет картины — 42 млн рублей.
В международном прокате фильм собрал более 4,5 млн долларов США.
Фильм выходил в прокат Мексике, Бразилии, Перу, Эквадоре, Малайзии и Колумбии, где в первую неделю он занимал лидирующие позиции. В Колумбии картина по результатам первого уик-энда возглавила бокс-офис страны и обошла фильм «Начни сначала» с Дженнифер Лопес в главной роли и «Стекло» М. Найта Шьямалана.